# Regione di Gbêkê
La regione di Gbêkê è una delle 31 regioni della Costa d'Avorio. Situata nel distretto di Vallée du Bandama, ha per capoluogo la città di Bouaké ed è suddivisa  in quattro dipartimenti: Béoumi, Botro, Bouaké e Sakassou.
La popolazione censita nel 2014 era pari a 1.010.849  abitanti.